# Philipp Maximilian Opiz
Philipp Maximilian Opiz (Čáslav, 5 giugno 1787 – Praga, 20 maggio 1858) è stato un botanico e guardia forestale ceco-tedesco.

## Biografia
Al principio del 1805, Opiz prestò servizio come funzionario camerale nella sua città natale di Čáslav; in seguito lavorò a Pardubice (dal 1808) e a Praga (dal 1814). Nel 1831 divenne Forstamtsconcipist (ufficiale del corpo forestale).
Fu l'autore della descrizione di numerose specie di piante e il creatore di molte raccolte di exsiccatae.

## Onorificenze
Nel 1830 Carl Borivoj Presl denominò il genere Opizia in suo onore.

## Opere principali
- Deutschlands cryptogamische Gewächse. Ein Anhang zur Flora Deutschlands von Joh. Christ. Röhling, 1817 - sulle crittogame tedesche; note a proposito di "Flora Deutschlands" di Johann Christoph Röhling.
- Böheims phänerogamische und cryptogamische gewächse, 1823 - fanerogame e crittogame della Boemia.
- Seznam rostlin květeny české, 1852, Flora ceca.[4]